# Warkah et Gulshāh

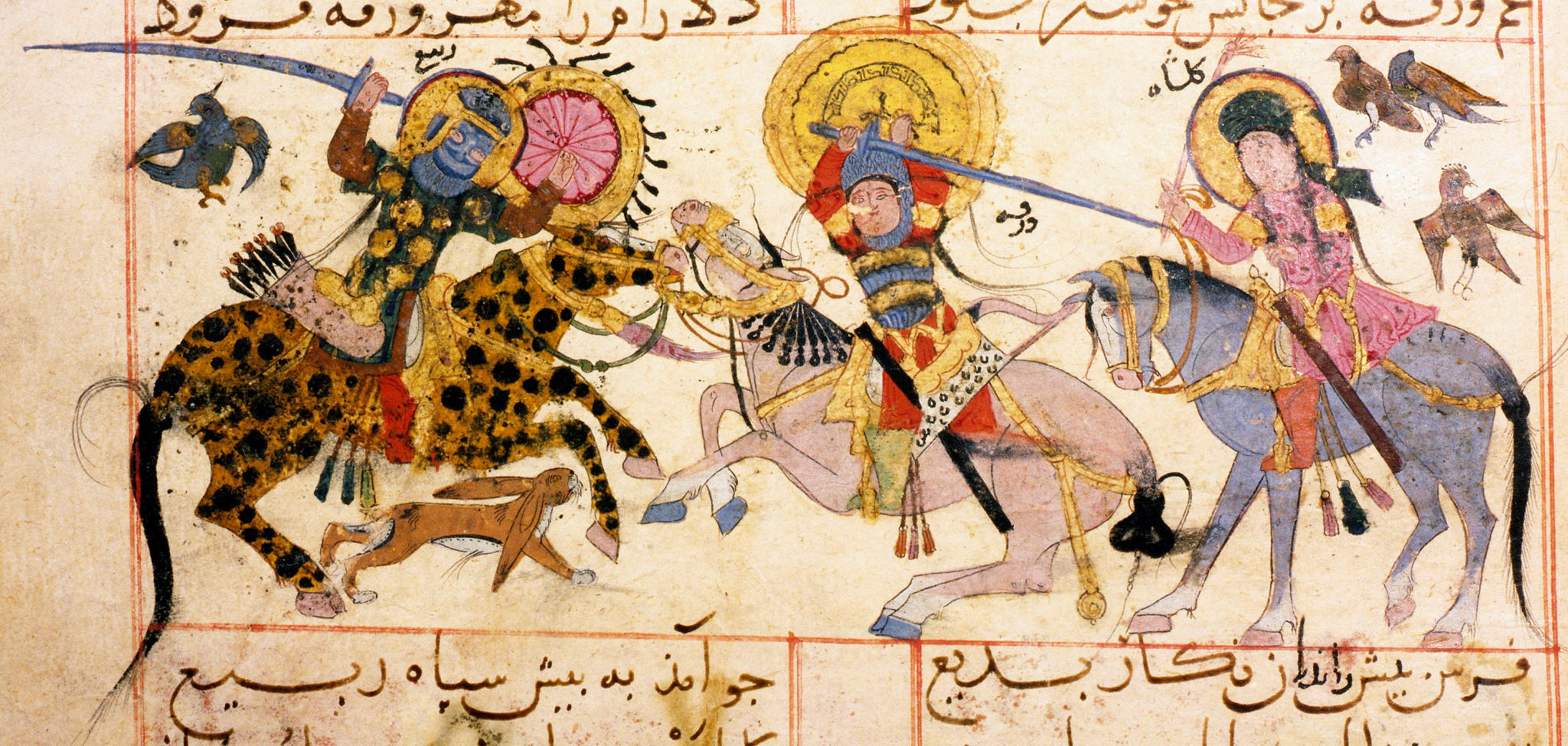
Gulshah (à droite), déguisée en homme, regarde son amant Warkah (au centre) et son rival Rabi (à gauche) se battre à cheval. Warkah et Gulshah, miniature du milieu du XIIIe siècle, Anatolie seldjoukide

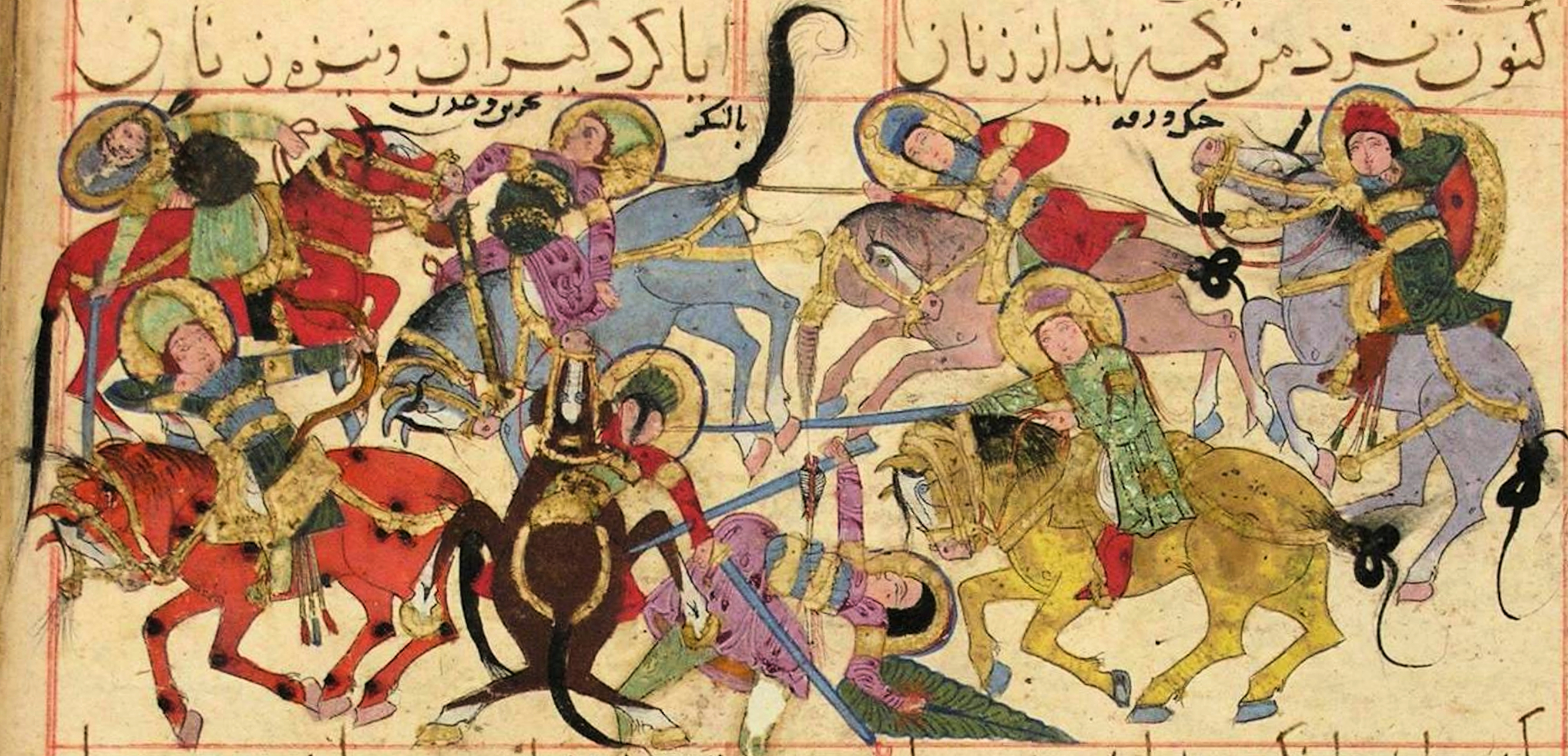
Combat de Warqah avec l'armée de Bahreïn et d'Adan. Varka et Golshah, miniature du milieu du XIIIe siècle, Anatolie seldjoukide

Warkah et Gulshāh, ou Varqeh et Gulshah, Varqa o Golšāh ( ورقه و گلشاه, Varqa wa Gulshāh) est une épopée de 2 250 vers écrite en langue persane du XIe siècle par le poète Ayyuqi (en). Le poème fait dans l'introduction, l'éloge funèbre de Mahmud de Ghazni (998–1030), souverain ghaznévide.
Varka et Golshah ont inspiré l'histoire romantique médiévale française Floris et Blancheflour,.
L'épopée relate comment une femme, Gulshah, se travestit en homme pour tuer son ravisseur er défendre son amant.

## Résumé de l'intrigue
L'épopée est l'histoire des amours entre un jeune homme nommé Warqah et une jeune fille, Gulshāh. Leurs pères  Homām et Helāl, sont des frères arabes, tous deux chefs de la tribu des Banū Šabīh. Le jour de la cérémonie de leur mariage, Gulshāh est enlevée par Rabī b. Adnān. Plusieurs batailles s'ensuivent, et le père de Warqah et ses deux fils sont tués. Alors que Warqah est fait prisonnier par Rabi, Gulshāh se travestit  en homme guerrier et d'un coup de lance tue Rabi. Elle s'enfuit ensuite avec son amant. D'autres escarmouches s'ensuivent avec les fils de Rabi jusqu'à ce que Gulshāh et Warquah rentrent chez eux. Leur mariage est cependant annulé par le père de Gulshāh qui estime que Warquah  est devenu trop pauvre. Afin de s'enrichir, Warquah se rend à la cour de son oncle maternel, Monḏer, roi du Yémen. Pendant ce temps, le roi de Syrie obtient la main de Gulshāh de sa mère. Lorsque Warquah revient en homme riche, on lui dit que Gulshāh est morte, mais il découvre grâce aux confidences d'une jeune femme que c'est un mensonge. Il se rend en Syrie pour affronter le roi, mais il est traité avec une telle gentillesse qu'il se sent obligé d'abandonner Gulshāh. Il meurt de chagrin peu de temps après. Gulshāh se rend devant sa tombe et y meurt également de chagrin. Leurs tombeaux jumeaux deviennent un lieu de pèlerinage pour les juifs et les musulmans. Un an plus tard, Mahomet visite les tombeaux et ressuscite Warquah et Gulshāh, enfin réunis.

## Édition unique duXIIIesiècle avec miniatures

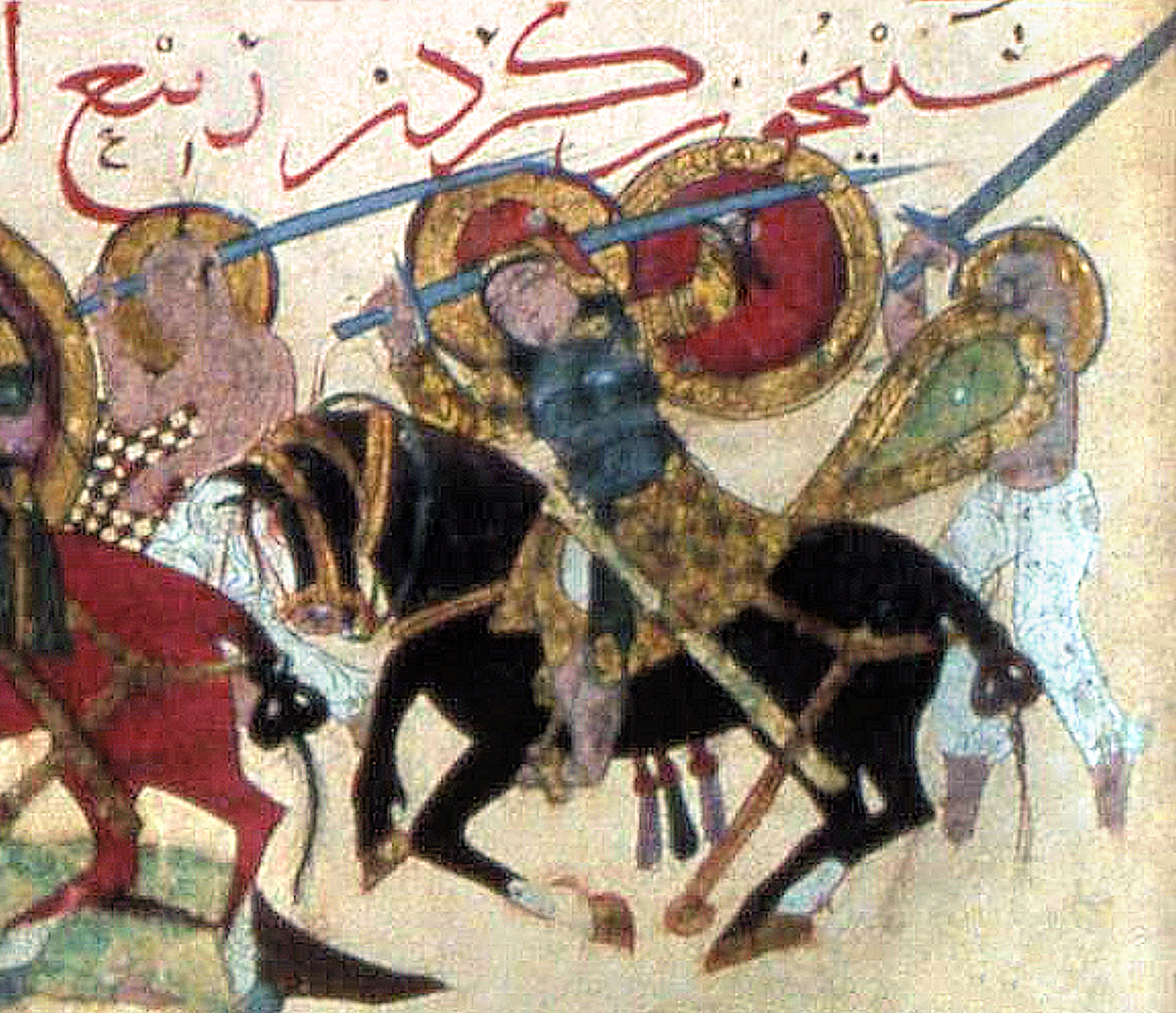
Rabi, armé d'une cuirasse lamellaire Jawshan et d'un haubert de mailles sous sa tunique, d'une longue épée à un seul tranchant et d'un grand bouclier rond. Soutenu par des fantassins avec des boucliers en forme de cerf-volant.

L'épopée est basée sur une ancienne légende arabe nommée Orwa wa ‘Afra. Un seul manuscrit connu le relatant est une édition du XIIIe siècle, considérée en général comme une œuvre seldjoukide du début du XIIIe siècle. Il s'agit du plus ancien manuscrit illustré connu en langue persane, et il a sans doute été écrit à Konya.
Les miniatures du manuscrit représentent des peuples d'Asie centrale, trapus avec de grandes têtes rondes. L'auteur des miniatures du manuscrit est le peintre Abd ul-Mumin al-Khoyi, né dans la ville de Khoy dans la région d'Azerbaïdjan. Le manuscrit a été achevé à Konya, sous le sultanat seldjoukide de Roum,. Il se trouve au musée de Topkapi.

### Armures
Les peintures du manuscrit fournissent des représentations rares de l'armée contemporaine de la période seldjoukide et ont peut-être influencé d'autres représentations ultérieures de soldats seldjoukides turcs,. Tous les costumes et accessoires représentés sont contemporains de l'artiste au XIIIe siècle. Les miniatures constituent le premier exemple connu de manuscrit illustré en langue persane, datant de l'époque pré-mongole, et sont utiles pour étudier les armes utilisées à l'époque,. En particulier, des masques faciaux en métal et des casques en cotte de mailles de style turc, ainsi que des armures avec de petites plaques de métal reliées par des sangles, de grands boucliers ronds (les plus grands d'entre eux appelés « boucliers-cerfs-volants ») et de longs boucliers en forme de larme, ainsi que des chevaux blindés sont représentés. Les types d'armes et d'armures représentés dans les miniatures étaient courants au Moyen-Orient et dans le Caucase à l'époque seldjoukide.

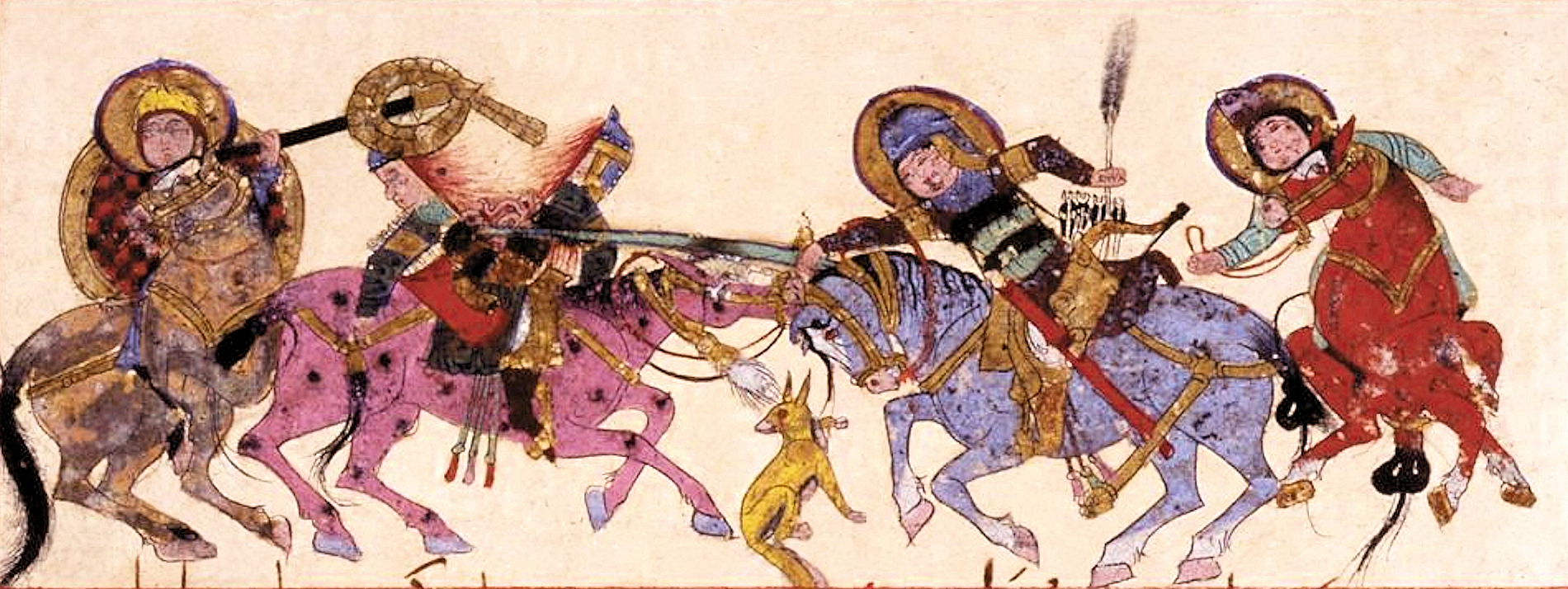
Rabī' coupe la tête de son ennemi, scène de bataille.
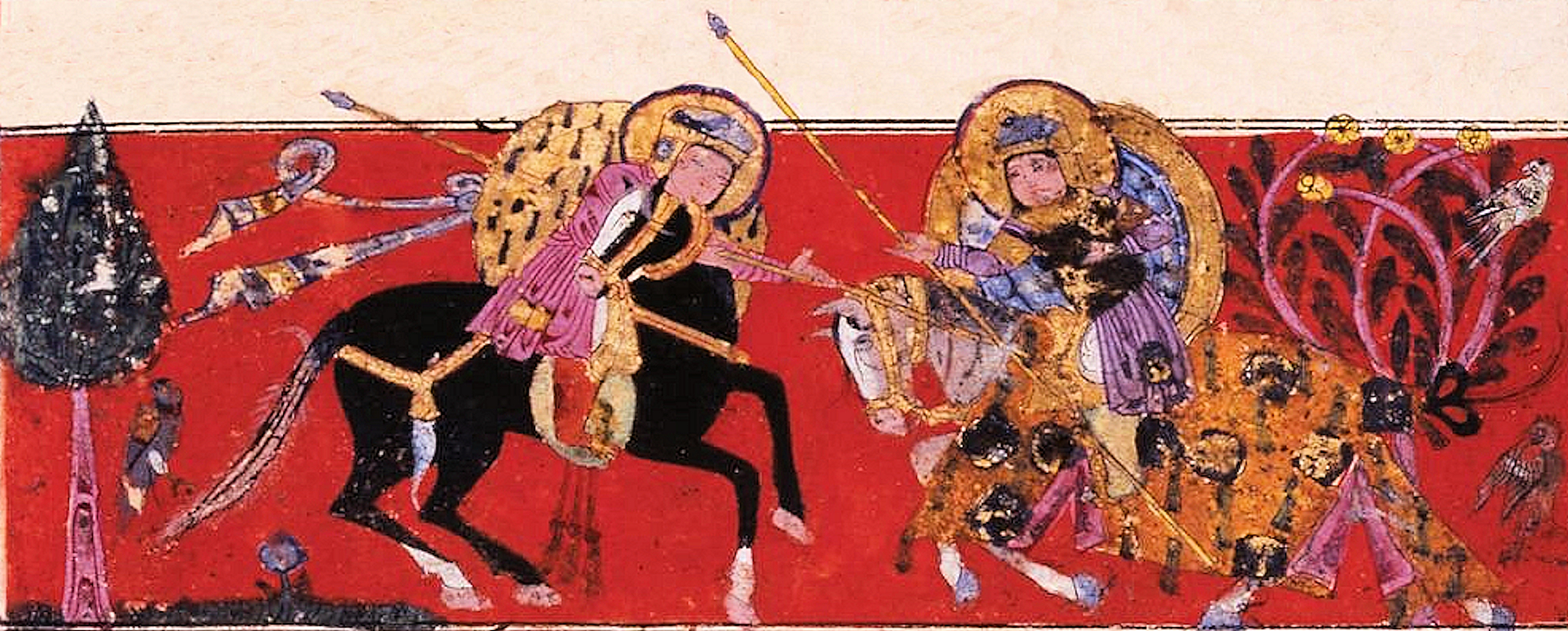
Rabi blesse Varqa à la cuisse.
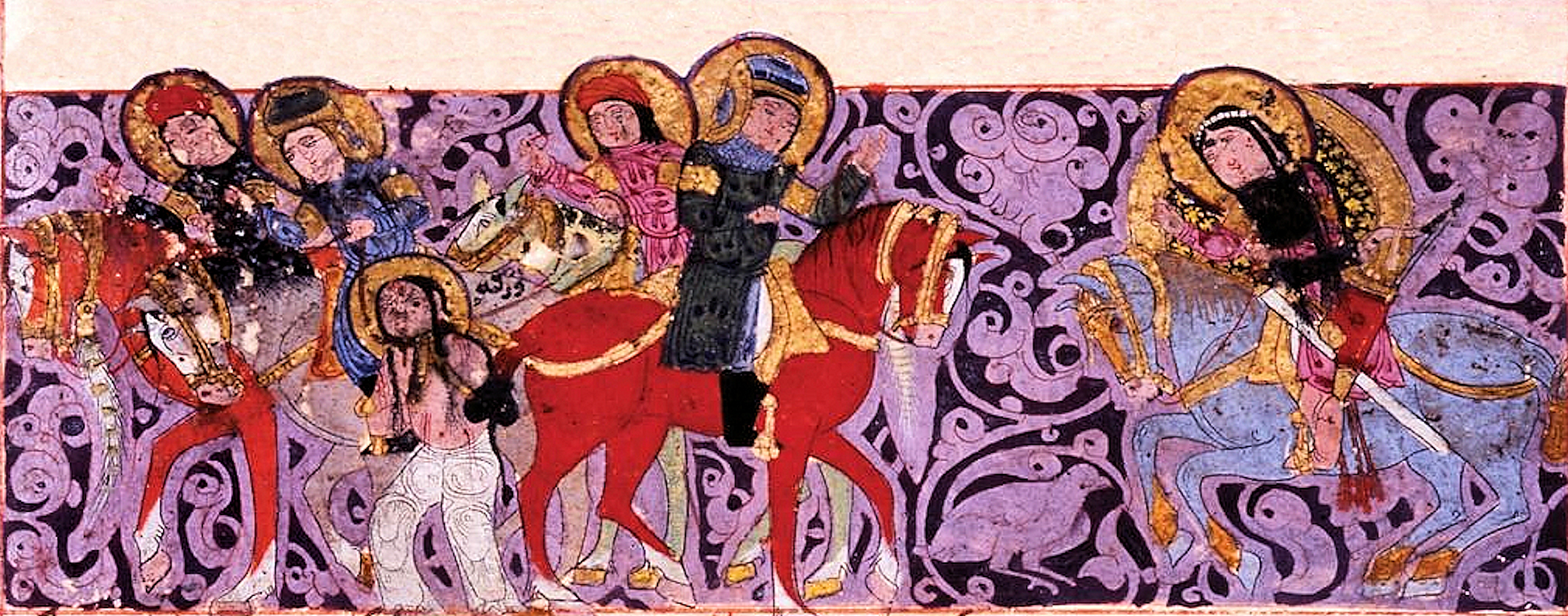
Gulshah (à droite), déguisée en homme, affronte Rabi. Derrière, Varqa est blessé et ligoté.
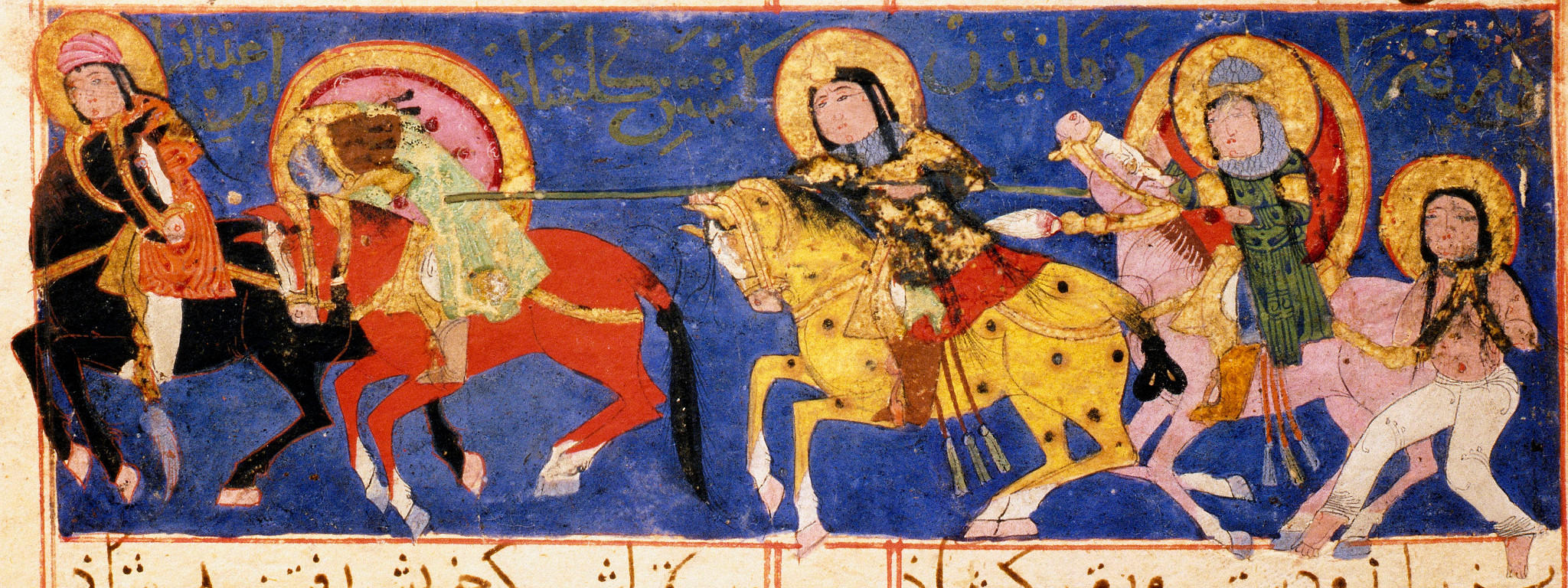
Gulshah travestie en homme, tue Rabi ibn Adnan d'un coup de lance. Derrière elle se trouve son amant vaincu, Varqa, blessé et ligoté.
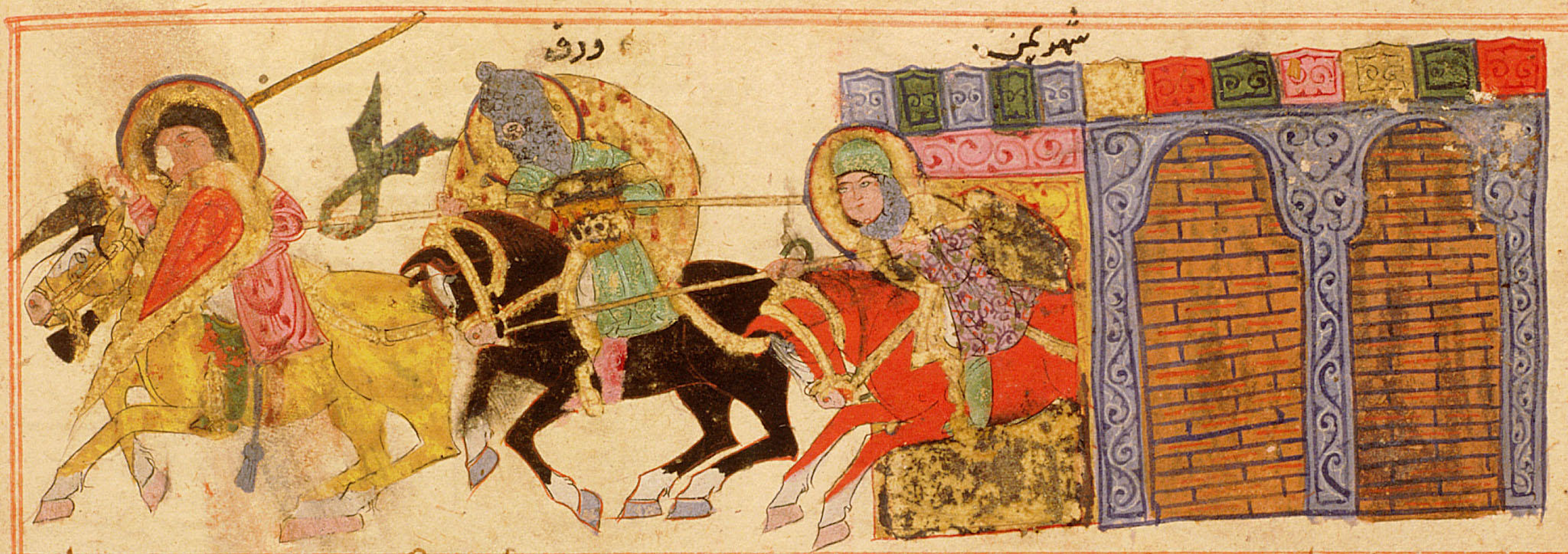
Sortie des Warqah armés des murs du Yémen, flanqués de deux cavaliers.
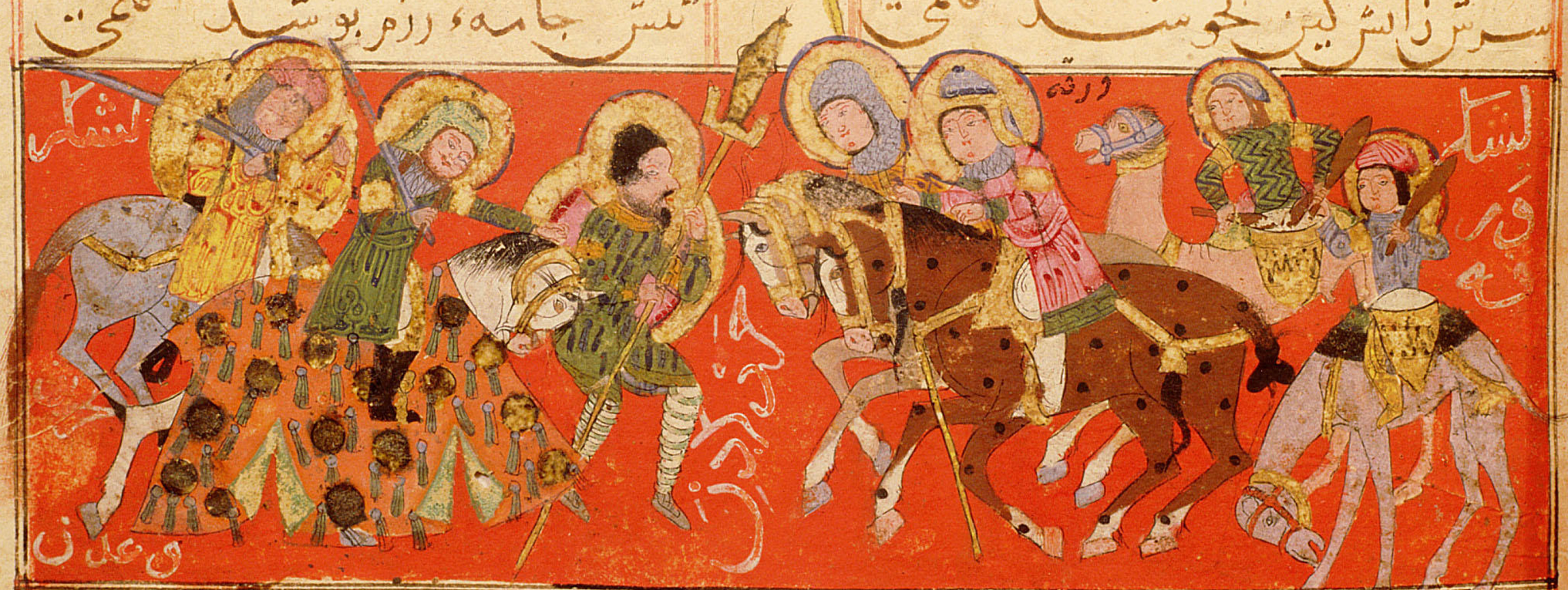
L'armée de Warqah disperse celle de Bahreïn et d'Adan.
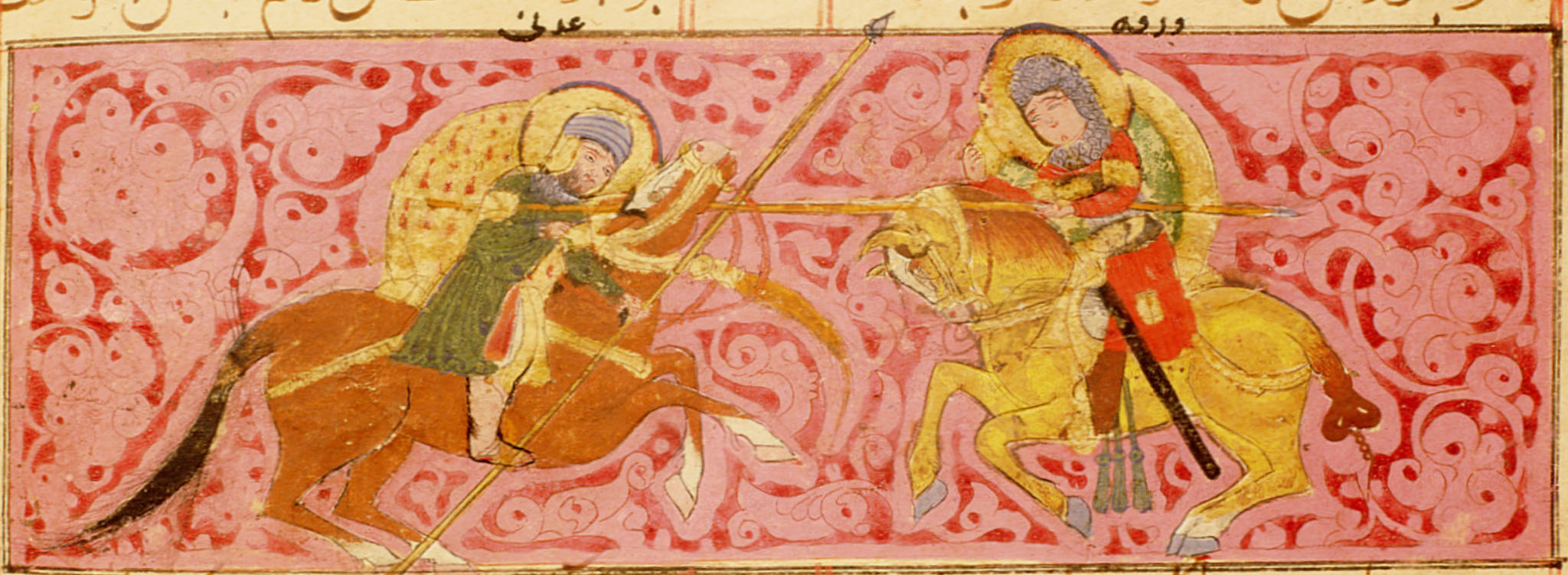
Warqa renverse un guerrier d'Aden.
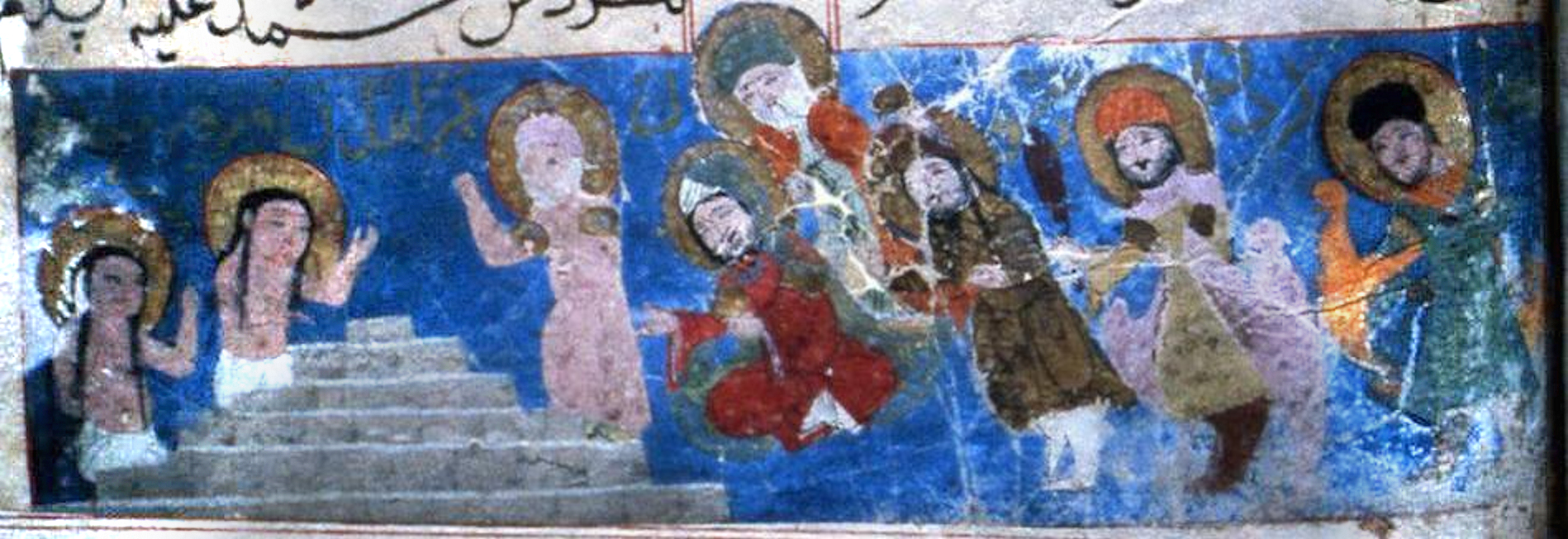
Résurrection de Warqah et Gulshāh par le Prophète. Derrière lui, ses quatre amis et futurs califes, et le roi du Sham (Syrie)[13].